# Rodolfo Mondolfo

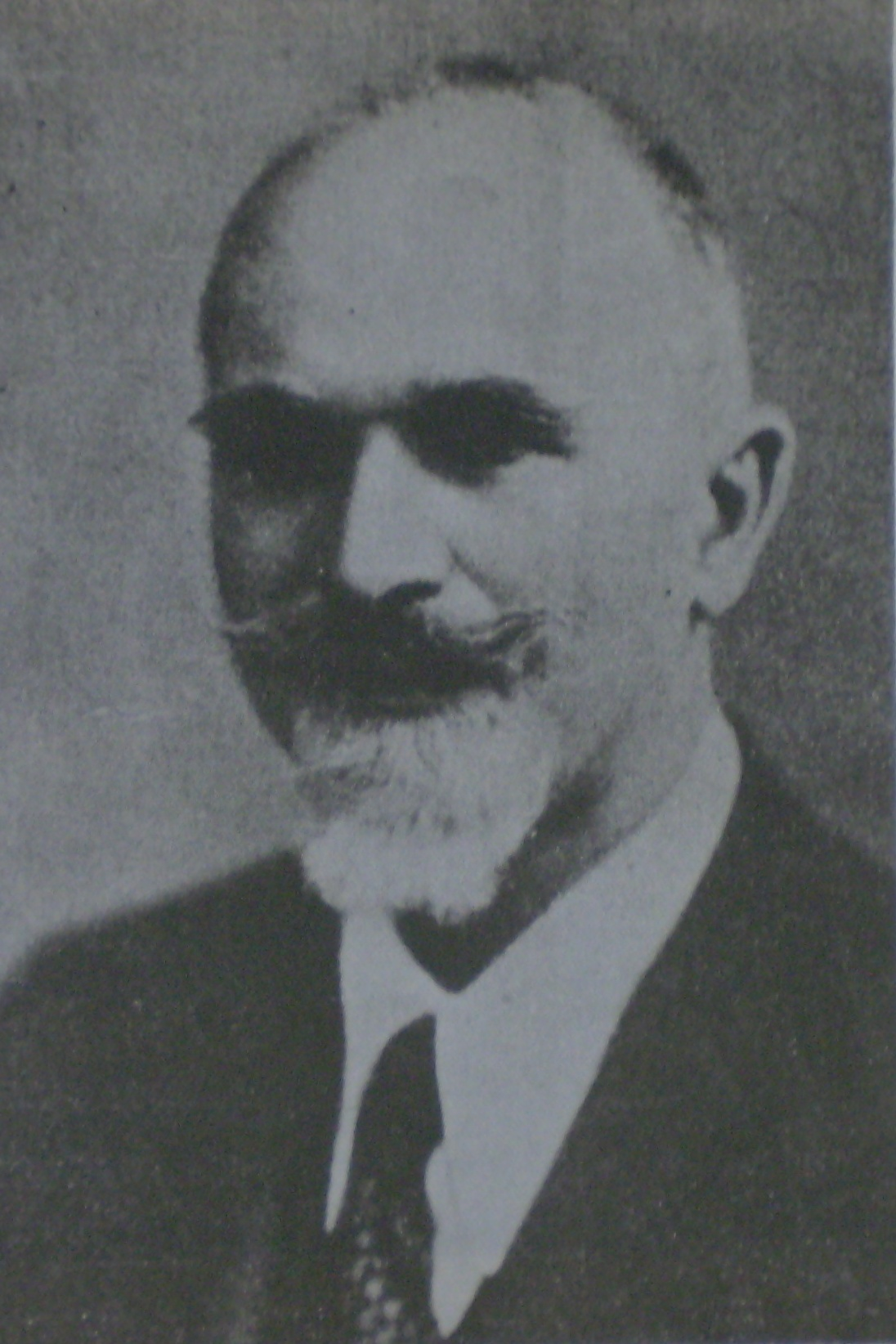
Rodolfo Mondolfo

Rodolfo Mondolfo (* 20. August 1877 in Senigallia; † 15. Juli 1976 in Buenos Aires) war ein italienischer Philosoph und Philosophiehistoriker.
Mondolfo studierte an der Universität Florenz bei Felice Tocco und Pasquale Villari. Ab 1914 war er Professor für Geschichte der Philosophie an der Universität Bologna. Durch die Einführung der italienischen Rassengesetze im Jahre 1938 war Mondolfo aufgrund seiner „jüdischen“ Herkunft gezwungen, das Land zu verlassen und emigrierte nach Argentinien, wo er zunächst an der Universität Córdoba und dann an der Universität Tucumán lehrte. Unter seiner Anleitung beschäftigte sich der junge Leonardo Tarán mit der Philosophie der Antike.
Mondolfo hat ein umfangreiches und vielfältiges Werk hinterlassen. Er hat sich unter anderem mit dem Positivismus von Roberto Ardigò, mit Problemen der Sozialphilosophie und des Marxismus sowie der Geschichte der Philosophie und ihrer Methode beschäftigt.